# باجت
باجت (انگلیسی: Budget) شرکت اجاره خودرو آمریکایی است، که در زمینه اجاره اتومبیل، همچنین فروش و لیزینگ خودروهای سواری‌، انواع وانت و خودروهای سنگین فعالیت می‌نماید.
شرکت باجت در سال ۱۹۵۸ توسط جولیوس لدرر راه‌اندازی شد و در حال حاضر مالک شبکه‌ای از ۱٫۸۰۰ شعبه درون شهری و ۱۵۰ شعبه فرودگاهی کرایه اتومبیل در ایالات متحده، استرالیا و اروپا می‌باشد.
دفتر مرکزی این شرکت در شهر پارسیپنی-تروی هیلز، نیوجرسی، ایالات متحده آمریکا قرار دارد. شرکت باجت هم‌اکنون پس از اینترپرایس و هرتز کورپوریشن بعنوان سومین شرکت اجاره اتومبیل ایالات متحده شناخته می‌شود.